# Toni Rüttimann
Toni Rüttimann, detto El Suizo (Pontresina, 21 agosto 1967), è un progettista svizzero.
Opera nel Sud-est asiatico e in America Latina, dove è conosciuto come Toni el Suizo (Toni lo Svizzero).
Nonostante Toni Rüttimann non sia un ingegnere di mestiere, ha la peculiarità di essere "pontiere", cioè costruttore di ponti con la popolazione che ne ha bisogno e con materiale di riciclo, e tutto ciò in forma libera, indipendente e gratuita.
La sua attività assume ancora più valore perché tanto le aziende, che gli donano materiale di riciclo, quanto i governi locali, che gli danno permessi e trasporto, rispettano il fatto che lo sforzo principale è della popolazione, per cui nessuno chiede niente in cambio, e accettano che il ponte appartenga alla popolazione che lo ha costruito.
In ogni paese dove Toni Rüttimann passa alcuni anni, forma una squadra minima di saldatori nazionali e cerca un "compagno pontiere" a cui insegnare il proprio lavoro, e che sia poi in grado di fare manutenzione.
Toni Rüttimann non ha residenza fissa: porta tutto quello di cui ha bisogno in due borse da viaggio. Una è per i suoi effetti personali, la seconda per il suo computer portatile e qualche attrezzo del mestiere.
Insieme alla popolazione ha costruito 760 ponti, che servono 2 milioni di persone (al 22 agosto 2017).

## Biografia

### Inizio in Ecuador
Nel 1987, due settimane prima di prendere la maturità al liceo Alpinum di Zuoz, Toni vede le immagini televisive dell'Ecuador devastato dal terremoto e decide di partire per l'America Latina appena dopo l'esame di maturità, utilizzando tutti i suoi risparmi e i 9000 franchi svizzeri donati dagli abitanti di Pontresina e della valle dell'Engadina.
Raggiunta la zona del disastro, nel nord-est ecuadoriano, Toni conosce un ingegnere idraulico olandese. Grazie al suo aiuto tecnico e insieme alla popolazione del paese di Flor de Valle, tagliata fuori da ogni via di comunicazione da un affluente del fiume Aguarico, costruisce un semplice ponte sospeso di 52 metri.

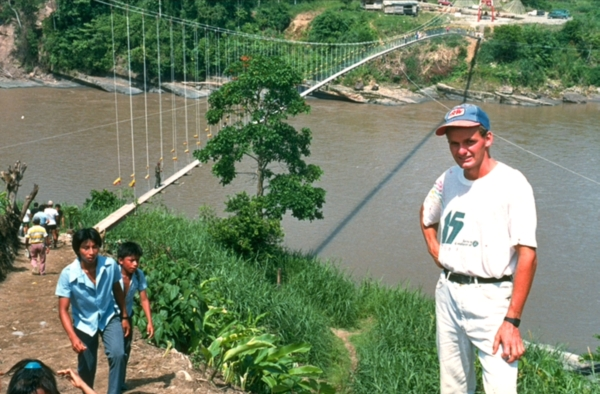
Toni El Suizo di fronte al ponte sul fiume Aguarico, di 264 metri, costruito dalla popolazione ecuadoriana

Dopo sei mesi in Ecuador, Toni ritorna in Svizzera e inizia i suoi studi come ingegnere civile al Politecnico di Zurigo. Tuttavia, dopo sette settimane decide di lasciare l'università e ritornare in Ecuador. Teme infatti che, abituandosi per altri cinque anni allo stile di vita della Svizzera, non sarebbe più tornato ad aiutare chi aveva bisogno.
Ritorna perciò nella regione amazzonica dell'Ecuador, dove poco a poco mette a punto un sistema per costruire ponti con le comunità quasi senza denaro: gli abitanti apportano pietra, legno e il loro lavoro. Ad aiutarlo c'è anche l'amico Jesús Rogríguez, contadino della selva. Toni chiede in regalo cavi usati dagli impianti di perforazione petrolifera e tubi di acciaio, anch'essi usati, dalla compagnia nazionale Petroecuador (a quei tempi, CEPE).

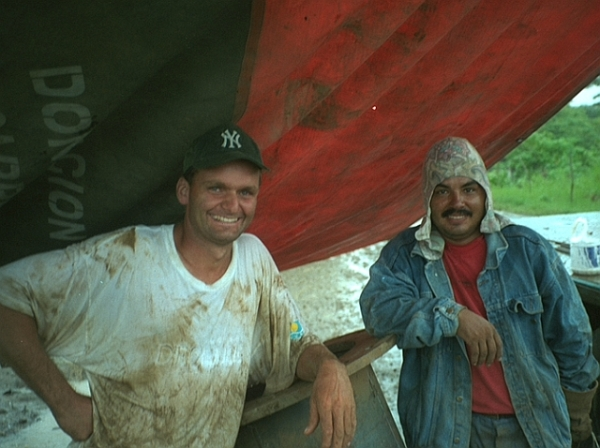
Toni con Walter Yánez

Dal 1988 al 1990 costruisce 6 ponti. Uno di questi, sopra il fiume Aguarico, con il suo arco di 264 metri, resta a oggi il ponte più lungo. Toni el Suizo, come lo hanno soprannominato i contadini ecuadoriani, aveva inventato i "puentes de chatarra" (ponti di scarti).
Dopo poco tempo, a Lago Agrio, città petrolifera del nordest ecuadoriano, Toni trova un compagno in Walter Yánez, un meccanico saldatore. Nei successivi sette anni i due amici, con l'aiuto della popolazione locale, costruiscono altri 82 ponti in Ecuador e, a seguito del terremoto nella valle di Huila, avvenuto nel 1994, anche 10 ponti in Colombia.

### Dall'Ecuador al Centroamerica

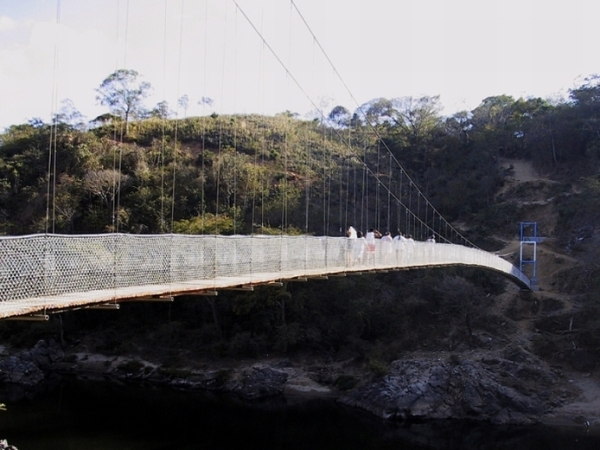
Ponte internazionale sul fiume Lempa, in Honduras

A novembre del 1998 Toni e Walter avevano costruito un totale di 99 ponti. Nello stesso mese, a seguito del disastro provocato dal passaggio dell'uragano Mitch in Centroamerica, i due, aiutati nel trasporto principalmente dalla Forza Aerea dell'Ecuador, si spostano in Honduras, dove costruiscono altri 33 ponti. Seguono altri ponti in Costa Rica e Nicaragua, e un ponte internazionale tra Honduras ed El Salvador.
Nel 2000 Toni va a bussare alle porte del produttore di tubi d'acciaio Tamsa (Tubos de Acero de México SA, oggi TenarisTamsa), a Veracruz, in Messico, ottenendo in dono tubi per 29 ponti nello Stato di Veracruz. Tuttavia, complicazioni burocratiche legate all'importazione dei cavi donati da Houston, in Texas, e all'ingresso dei camion dall'Honduras, ritardano l'inizio dei lavori.

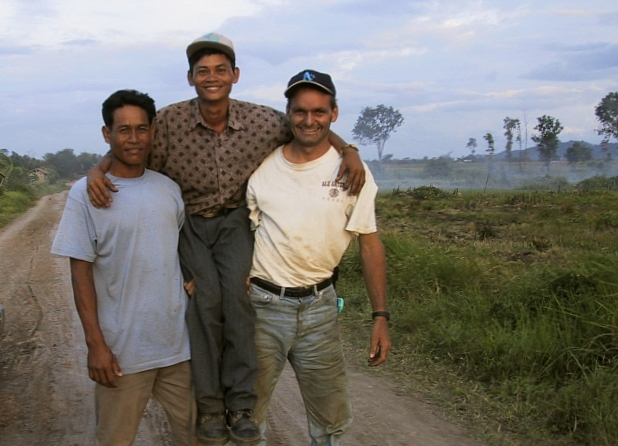
Pen Sopoan e Yin Sopul con Toni in Cambogia

### Passaggio in Cambogia
In quel periodo, Toni torna in Svizzera per fare alcune presentazioni in scuole e università. Lì conosce un rifugiato cambogiano che gli chiede aiuto in nome del suo popolo.
Dall'aprile 2001, comincia a lavorare con due squadre: una con Walter, in Messico, l'altra con i due nuovi compagni cambogiani, Yin Sopul, meccanico, e Pen Sopoan, camionista, entrambi sopravvissuti al genocidio dei Khmer rossi.

### Paralizzato dalla Sindrome di Guillain-Barré

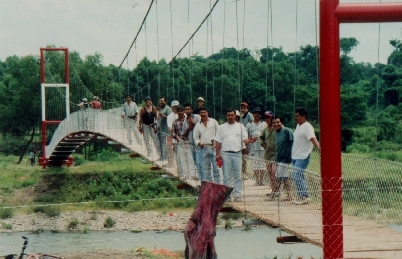
La Lima, Veracruz, Mexico

Nell'aprile 2002, Toni contrae la sindrome di Guillain-Barré, scatenata probabilmente da una comune infezione da cibo. La sindrome distrugge la mielina dei nervi, paralizzando i muscoli, nel suo caso dalla testa in giù.
Confinato su un letto d'ospedale, e più tardi ricoverato nel Centro di Riabilitazione Medica della principessa Sirindhorn in Thailandia, Toni non smette comunque di lavorare. Con una matita tra le labbra e l'uso dei due pollici, poco a poco, usando Excel e Filemaker, crea un programma per trasformare le misurazioni fornite dai colleghi in Messico e in Cambogia in istruzioni chiare e complete perché loro possano continuare a costruire ponti controllati a distanza anche senza la sua presenza fisica.
Così, in Messico, Walter conclude da solo 29 ponti per poi tornare in Ecuador, dove da fine 2003 in avanti continua a costruire ponti unicamente nel suo Paese.
A marzo 2014 il totale dei ponti costruiti in Ecuador è 258.

### Ponti in Vietnam, Laos, Myanmar, Indonesia

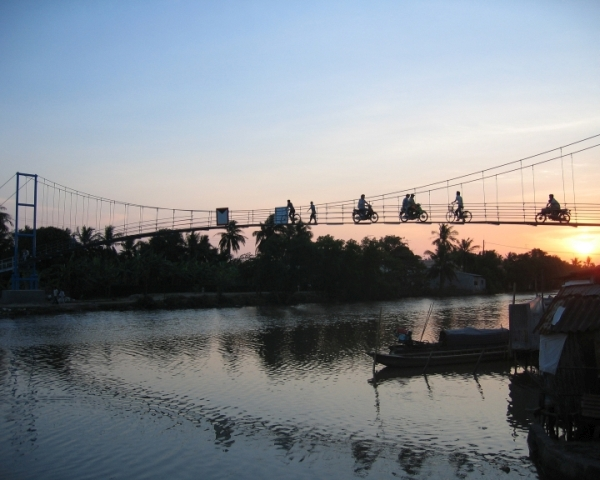
Ponte sul Canale nazionale fra Bac Lieu e Camau, Vietnam

Nonostante i cauti pronostici dei medici, dopo due anni trascorsi a fare riabilitazione e altri esercizi per otto ore al giorno, nel 2004 Toni riesce a camminare di nuovo. E cammina in Vietnam.
Nella provincia di Ben Tre, con l'aiuto di Mai Son, vice governatore in pensione ed ex combattente vietcong, crea una terza squadra. Dal 2004 al 2008 in Vietnam costruisce 58 ponti nel delta del Mekong, nelle provincie di Ben Tre, Bạc Liêu, Tra Vinh e Dong Thap.

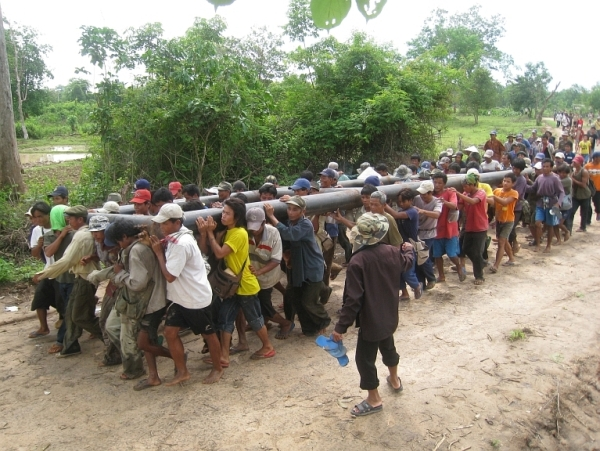
Trasporto di un pilone, Xe Xamxoy, Savannakhet, Laos

Nel 2008, Toni continua la sua strada nel paese vicino, il Laos, dove nel 2006 aveva già costruito tre ponti con la squadra cambogiana. Lì, con Lanh, camionista, e con due saldatori, tra 2008 e 2010 costruisce 43 ponti.
A fine 2008 va in Myanmar (ex Birmania), che all'epoca era ancora sotto embargo da parte degli Stati Uniti e dell'Unione Europea. Nonostante nessuno gli desse speranze, a Yangon Toni presenta una lettera e le foto dei ponti costruiti a un membro del governo, e dopo soli quattro giorni riceve l'autorizzazione dalla capitale, Nay Pyi Taw, per costruire ponti anche in Myanmar.

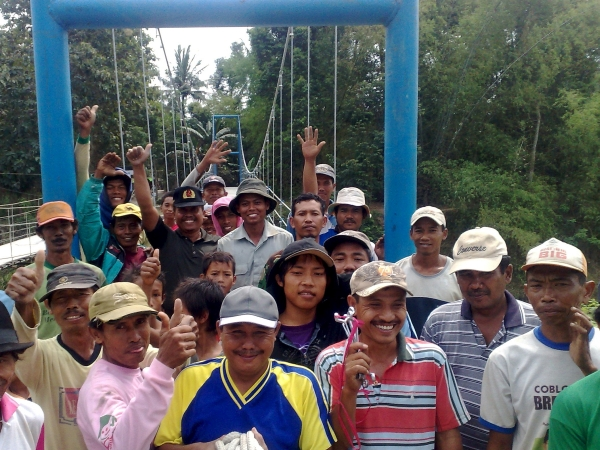
Ponte Tamansari, Jember, Jawa Timur

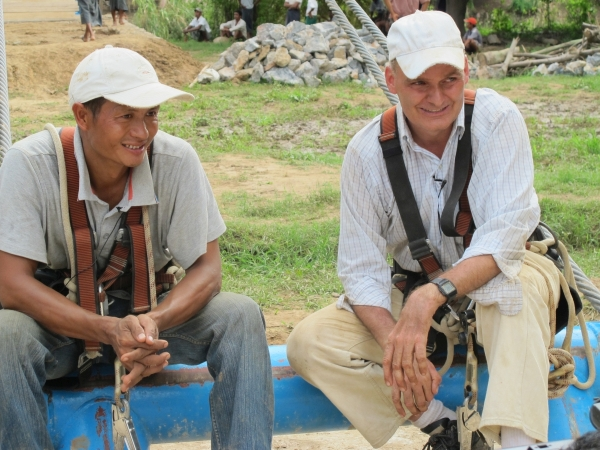
Aiklian e Toni

Insieme al suo compagno birmano Aiklian, ex minatore di pietre preziose ed ex monaco buddista, e a cinque saldatori che operano in un cantiere navale del governo, a Yangon, a marzo 2014 Toni ha costruito 75 ponti.
A fine 2010 Toni prende coraggio per cominciare il suo lavoro anche in Indonesia. Tenaris dona i tubi dalla sua sede indonesiana e il governo del Paese concede i permessi e un'officina per saldare i ponti a un'ora da Giacarta. In Indonesia, il trasporto marittimo nazionale di solito è donato dalla marina o dall'esercito. Il trasporto terrestre in camion, invece, normalmente è pagato dalle comunità che hanno bisogno del ponte.
La squadra indonesiana è composta da Suntana, ex operaio in una fabbrica a Dubai, e da quattro saldatori professionisti. Dal 2011 a marzo 2014, ha costruito 30 ponti nell'isola di Java e 6 a Sulawesi.
Il 31 marzo 2018, Toni Rüttimann si sposa con la signora Palin, un'insegnante, ispettore scolastico di origine Thai. Le aveva chiesto di sposarlo alla Pagoda di Shwedagon sei mesi prima. La cerimonia si svolge a Pay Pin Taung nella regione di Ayeyarwady in Birmania dopo la costruzione del ponte 777.

## Catena di approvvigionamento

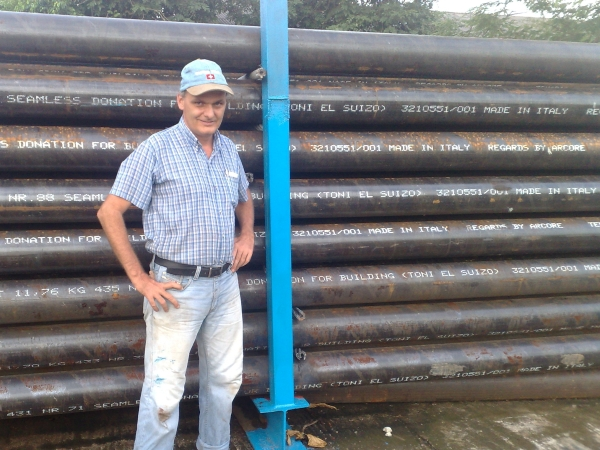
Tubi donati da Tenaris

Nel 2004, mentre si trova in Vietnam, Toni si rende conto di aver bisogno di un flusso costante di tubi e cavi che possano coprire le necessità delle tre squadre in Vietnam, Cambogia ed Ecuador. Così, scrive ai suoi amici di Tamsa, in Messico, che girano la richiesta alla capogruppo Tenaris, produttore di tubi d'acciaio a livello globale.
Dal 2005 in avanti, Tenaris dona tutti i tubi per tutti i ponti nel mondo – tubi recuperati e avanzati, ma anche nuovi – dai suoi stabilimenti in Italia, Argentina, Brasile, Messico, Colombia e Indonesia, compreso il trasporto marittimo a lunga distanza, sempre fino alla destinazione finale.
Dal 2005 al 2014 sono state donate e inviate 1500 tonnellate di tubi.

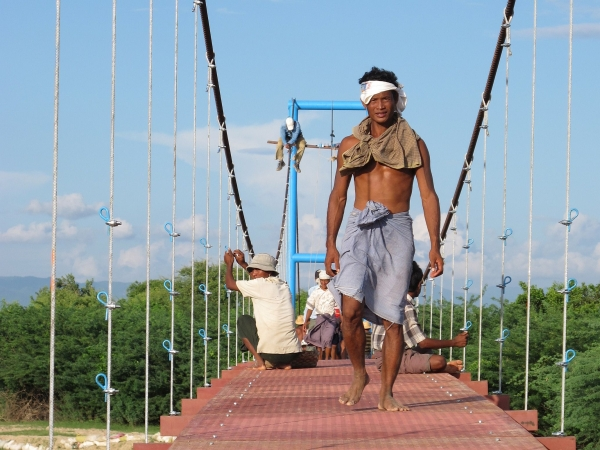
Impalcato in piastre d'acciao antiscivolo

In quel periodo anche l'impalcato dei ponti fa un salto di qualità. Per diciotto anni sono stati i contadini a tagliare le assi di legno duro nel bosco e a portarle sul sito del ponte. A partire dal 2004, piastre d'acciaio antiscivolo sono donate in Vietnam e in Ecuador dai governi provinciali, e in Laos e Myanmar dall'impianto argentino di Ternium, una delle principali aziende siderurgiche dell'America Latina.
Dal 2004 al 2014 sono state donate 1300 tonnellate di piastre antiscivolo.
Allo stesso modo, dopo aver riciclato per diciotto anni i cavi utilizzati nella trivellazione del petrolio, nel 2005 Toni comincia a utilizzare i cavi delle funivie del suo Paese natale. In Svizzera, infatti, le funivie sono obbligate a cambiarli con frequenza a causa delle stringenti regole di sicurezza imposte dal governo.

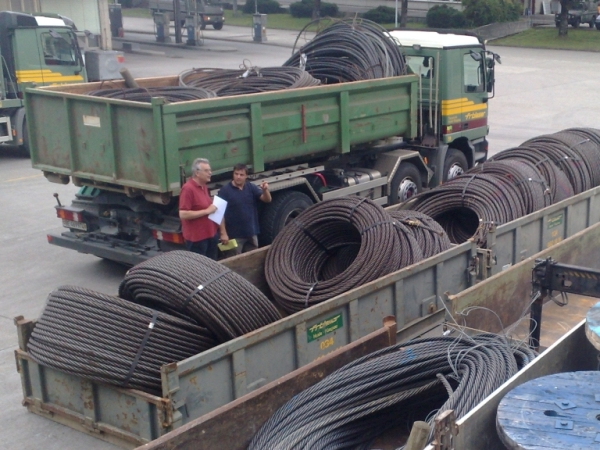
Cavi donati dalle funivie svizzere

Così, Toni riceve cavi lunghi vari chilometri, di diametro grosso e qualità alta, a volte anche nuovi. Per raccoglierli da valli e montagne così distanti, conta sul coordinamento di Martin Jakob, un pensionato svizzero, sui camion di una compagnia di trasporti interna e su un deposito nel centro della Svizzera. Da lì, container con centinaia di tonnellate di cavi all'anno partono per i diversi Paesi.
Dal 2005 al 2014 sono stati donati e inviati 380 chilometri di cavi.
Non tutti i ponti costruiti da Toni sono ancora in servizio. In vari luoghi, soprattutto in Ecuador e Cambogia, sono stati rimpiazzati da ponti veicolari realizzati dal governo. In altri luoghi sono stati deturpati dalla mancanza di manutenzione da parte delle popolazioni locali, oppure, come è accaduto nella valle del fiume Paez, in Colombia, sono stati distrutti da calamità naturali.

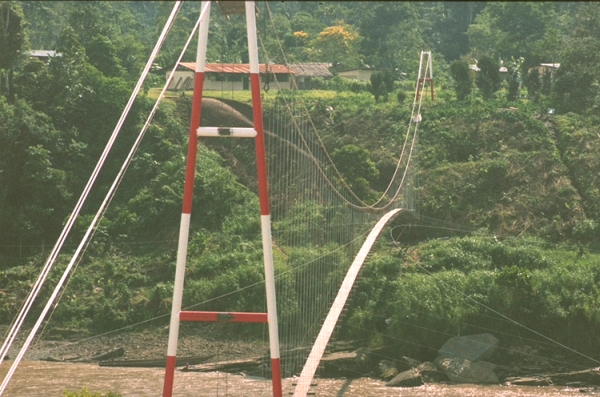
Ponte sul fiume Aguarico, Ecuador

Poiché Toni lavora sempre con compagni locali che vivono nel Paese, le comunità interessate possono chiedere il loro aiuto per la sostituzione dei cavi o per altre riparazioni importanti.
Finora non ci sono stati incidenti di rilievo durante la costruzione dei ponti: ciò è dovuto, secondo Toni, in parte alla dimestichezza delle popolazioni locali coi lavori pesanti e in parte alle ferree regole di sicurezza che si seguono durante la pre-fabbricazione e la costruzione.

## Tre ponti speciali

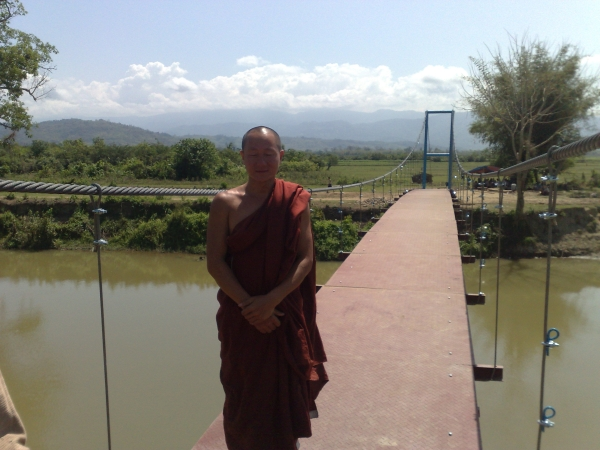
Il ponte salvato da un monaco

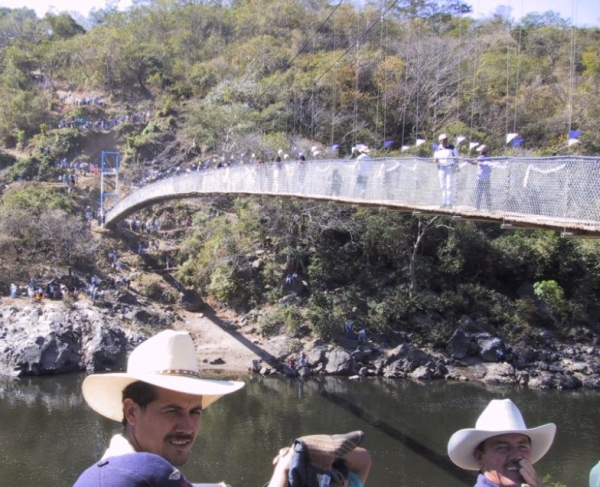
Ponte internazionale fra Honduras e El Salvador

Toni el Suizo non ha un ponte prediletto, ma in un'intervista rilasciata alla rivista elvetica 'Schweizer Familie' ne ricorda tre in particolare: uno è il ponte più lungo che ha costruito, con una luce di 264 metri sul fiume Aguarico, in Ecuador.
Poi c'è il ponte internazionale fra Honduras ed El Salvador, che unisce i comuni di Mapulaca e Victoria, costruito assieme da popolazioni che anni prima avevano combattuto fra loro.
Infine, c'è un ponte costruito due volte in Birmania perché distrutto dai ribelli KIA (Kachin Independence Army) durante un'azione di guerriglia. Un monaco, aiutato dagli uomini più coraggiosi del villaggio, è riuscito a salvarlo dalle acque.

## Citazioni

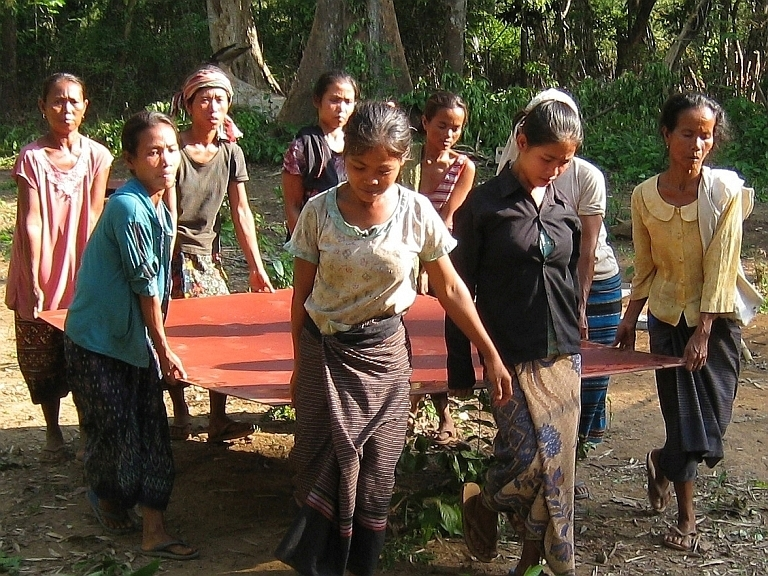
Donne trasportano una lastra d'acciaio

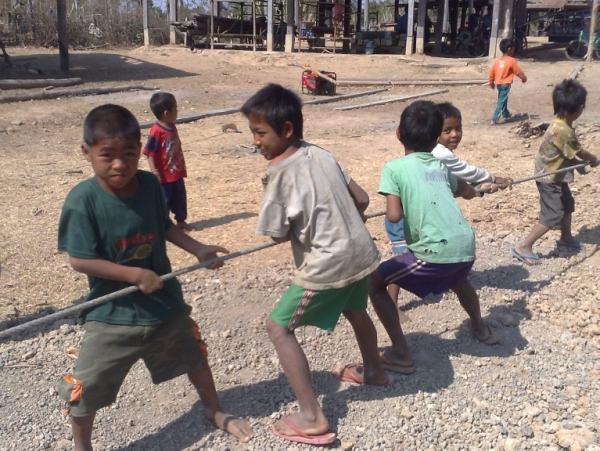
Tutto il villaggio aiuta.

“La mia vita la dedico a costruire ponti con la gente del pianeta. Di per sé il mio sogno non è quello di costruire ponti, ma di contribuire a curare delle ferite, ad alleviare delle sofferenze, a riunire volontà ed energie provenienti da orizzonti diversi per realizzare qualcosa di bello, qualcosa di utile.”
“La forza di questi ponti viene da coloro che li hanno costruiti a mani nude e, insieme, da una rete invisibile di persone che, da tutto il mondo, hanno dato il loro aiuto concreto per rendere possibile questo sforzo. È una forza umana. È la forza della speranza che sgorga quando si decide di prendere il futuro nelle proprie mani per cambiare la vita e plasmare il mondo intorno a noi.”
“Vivo la mia vita in nome dell'umanità. Vedendo cosa possiamo fare e cosa possiamo superare per aiutare chi ha bisogno. ”

## Statistica dei ponti costruiti
| Paese          | Concluso | Popolazione |
| -------------- | -------- | ----------- |
| Cambogia       | 77       | 209 500     |
| Indonesia      | 114      | 709 300     |
| Laos           | 43       | 129 900     |
| Birmania       | 135      | 518 000     |
| Vietnam        | 58       | 248 000     |
| Asia           | 427      | 1 814 700   |
| Argentina      | 2        | 3 500       |
| Colombia       | 19       | 30 200      |
| Costa Rica     | 14       | 8 000       |
| Ecuador        | 332      | 384 200     |
| Salvador       | 1        | 2 500       |
| Honduras       | 33       | 89 700      |
| Messico        | 30       | 22 400      |
| Nicaragua      | 4        | 7 700       |
| America Latina | 435      | 548 200     |
| Totali         | 862      | 2 362 900   |

## Riconoscimenti
- 1997 detentore del premio Adele-Duttweiler
- 1999 premiato dalla fondazione Dr. J.E. Brandenberger
- 2000 Riconoscimento Speciale dell'Associazione Internazionale per i ponti e l'ingegneria strutturale (Special Award of International Association for Bridge and Structural Engineering) in riconoscimento per i suoi sforzi costruttivi originali per aiutare persone bisognose.

Dal 2001 in avanti, Toni declina candidature a riconoscimenti e premi.
"Mi vedo allo stesso livello degli esseri umani con cui lavoro [...]. Non vorrei ricevere premi né partecipare a serate di gala."